# Joy Bryant

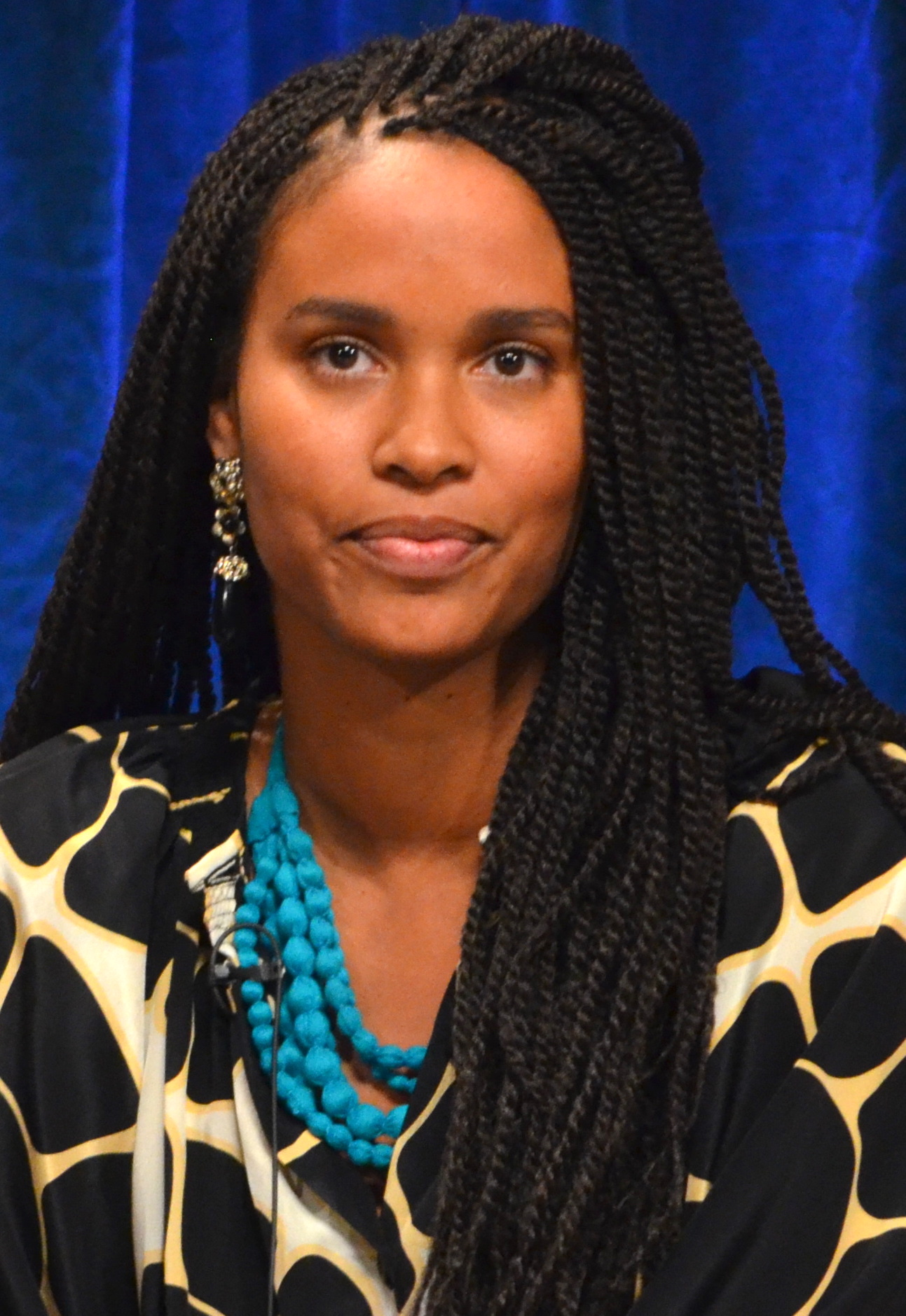
Joy Bryant (2013)

Joy Bryant (* 19. Oktober 1976 in der South Bronx, New York City) ist eine US-amerikanische Schauspielerin und früheres Fotomodell und Mannequin.

## Leben und Karriere
Geboren als Tochter einer 15-jährigen Mutter wuchs Joy Bryant in kritischen sozialen Verhältnissen heran, fiel jedoch bereits in der Grundschule mit herausragenden Zensuren auf. So konnte sie ihre Schulausbildung an einem renommierten Internat in Connecticut beenden und gelangte mit Hilfe eines Stipendiums an die Yale University.
Dort wurde sie jedoch bald von einem Talentscout der Modebranche entdeckt und brach ihr Studium zugunsten einer Karriere als Mannequin und Fotomodell ab. Joy Bryant arbeitete auf den Laufstegen von Paris und erhielt Verträge von Tommy Hilfiger und Victoria’s Secret. Zu Beginn des neuen Jahrhunderts gab sie die Modelkarriere wieder auf und strebte vor die Filmkamera.
Ihren ersten Auftritt als Schauspielerin hatte sie 2001 an der Seite von Beyoncé in der MTV-Produktion Carmen: A Hip Hopera. 2002 folgte Joy Bryants Kinodebüt in einer kleinen Rolle in der Filmkomödie Showtime, mit Robert De Niro und Eddie Murphy. Den Durchbruch verschaffte ihr im gleichen Jahr Denzel Washington, der sie für eine der Hauptrollen in seinem Regiedebüt Antwone Fisher engagierte. Es folgten einige Gastauftritte in der Fernsehserie Emergency Room sowie wichtige Rollen in dem Heranwachsenden-Drama Honey mit Jessica Alba und in Mario van Peebles’ Hommage Badasssss! (How to Get the Man's Foot Outta Your Ass) an seinen Vater (beide 2003). 2004 wirkte sie in drei Spielfilmen mit: 3-Way mit Ali Larter und Haven mit Orlando Bloom (beides Hauptrollen) sowie in einer Nebenrolle in Spider-Man 2. 2005 spielte sie in dem international erfolgreichen Thriller Der verbotene Schlüssel (mit Kate Hudson und Gena Rowlands) und in dem autobiografischen Film Get Rich or Die Tryin’ über und mit 50 Cent. Dieser Streifen wurde zum Teil in der Bronx gedreht, in unmittelbarer Nachbarschaft des Viertels, in dem Joy Bryant ihre Kindheit verbracht hatte.
2006 erhielt Joy Bryant eine Hauptrolle im mit Anthony Hopkins, Helen Hunt, William H. Macy und Heather Graham besetzten Spielfilm Bobby. Im darauf folgenden Jahr erhielt sie eine Nebenrolle in The Hunting Party mit Terrence Howard und Richard Gere. In der romantischen Komödie Willkommen zu Hause, Roscoe Jenkins (2008) spielte sie eine Hauptrolle an der Seite von James Earl Jones und Martin Lawrence. Ihr aktuelles Projekt ist der Fernsehfilm Virtuality (2009). Seit 2010 ist sie in der Fernsehserie Parenthood als Jasmine Trussel zu sehen.
Seit Oktober 2007 ist sie mit dem Stuntman Dave Pope liiert, den sie am 28. Juni 2008 geheiratet hat.
2018 wurde sie in die Academy of Motion Picture Arts and Sciences aufgenommen, die jährlich die Oscars vergibt.

## Filmografie (Auswahl)
- 2001: Carmen: A Hip Hopera (Fernsehfilm)
- 2002: Kite (Kurzfilm)
- 2002: Showtime
- 2002: Antwone Fisher
- 2003: Badasssss! (How to Get the Man’s Foot Outta Your Ass)
- 2003: Honey
- 2003–2004: Emergency Room – Die Notaufnahme (ER, Fernsehserie, 3 Folgen)
- 2004: 3-Way (Three Way)
- 2004: Spider-Man 2
- 2004: Haven
- 2005: Rhythm City Volume One: Caught Up
- 2005: Der verbotene Schlüssel (The Skeleton Key)
- 2005: London – Liebe des Lebens?
- 2005: Get Rich or Die Tryin’
- 2006: Bobby
- 2007: Hunting Party – Wenn der Jäger zum Gejagten wird (The Hunting Party)
- 2008: Willkommen zu Hause, Roscoe Jenkins (Welcome Home, Roscoe Jenkins)
- 2009: Virtuality – Killer im System (Virtuality)
- 2010–2015: Parenthood (Fernsehserie, 88 Folgen)
- 2012: Hit and Run
- 2014: About Last Night
- 2015–2016: Good Girls Revolt (Fernsehserie, 10 Folgen)
- 2016: Rosewood (Fernsehserie, 7 Folgen)
- 2017: Girls (Fernsehserie, Folge 6x02 Hostage Situation)
- 2018: Ballers (Fernsehserie, 6 Folgen)
- 2019–2020: Diebische Elstern (Trinkets, Fernsehserie, 8 Folgen)
- 2020–2021: For Life (Fernsehserie, 23 Folgen)
- 2022: Cherish the Day (Fernsehserie, 8 Folgen)
- 2024: The Spiderwick Chronicles (Fernsehserie)

## Auszeichnungen
- 2003: Movieline's „Young Hollywood Award“
- 2003: Black Reel Award (Nominierung) für Antwone Fisher
- 2005: Black Reel Award (Nominierung) für Badasssss!
- 2006: Hollywood Film Festival (Nominierung) für Bobby (Ensemble of the Year)[5]
- 2007: Screen Actors Guild Award (Nominierung) für Bobby (Outstanding Performance by a Cast in a Motion Picture)[5]